# 小行星4620
小行星4620（4620 Bickley）是一颗绕太阳运转的小行星，为主小行星带小行星。该小行星于1978年7月28日发现。

## 轨道参数
小行星4620的轨道半长轴为2.2979973 UA，离心率为0.220。